# Llista de topònims de Serra de Daró
Llista de topònims (noms propis de lloc) del municipi de Serra de Daró, al Baix Empordà
Informació actualitzada per un bot. Els canvis manuals es perdran quan s'actualitzi!

## curs d'aigua
| imatge | Nom  | Ubicat a                                  | instància de               | Detalls                                                 | coordenades                                                                                               | Protecció | Commons (més fotos) | Dades a WD                    |
| ------ | ---- | ----------------------------------------- | -------------------------- | ------------------------------------------------------- | --- | --------- | ------------------- | ----------------------------- |
|        | Daró | Baix Empordà                              | curs d'aigua riu           | Desemboca: Ter Llarg: 43km Conca: 319.8km²              | 41° 53′ 09″ N, 2° 58′ 22″ E / 41.885791°N,2.972687°E 42° 02′ 15″ N, 3° 07′ 05″ E / 42.037622°N,3.118117°E |           | Daró                | Modifica les dades a Wikidata |
|        | Ter  | Ripollès Osona Selva Gironès Baix Empordà | curs d'aigua riu principal | Desemboca: mar Mediterrània Llarg: 208km Conca: 3010km² | 42° 25′ 40″ N, 2° 15′ 24″ E / 42.427778°N,2.256667°E 42° 01′ 24″ N, 3° 11′ 31″ E / 42.02347°N,3.19187°E   |           | Ter River           | Modifica les dades a Wikidata |

## entitat singular de població
| imatge | Nom                  | Ubicat a      | instància de                                                                   | Detalls | coordenades                                                                              | Protecció | Commons (més fotos)  | Dades a WD                    |
| ------ | -------------------- | ------------- | ------------------------------------------------------------------------------ | ------- | ---------------------------------------------------------------------------------------- | --------- | -------------------- | ----------------------------- |
|        | Sant Iscle d'Empordà | Serra de Daró | entitat singular de població ens local històric de Catalunya                   | 45 hab  | 42° 01′ 55″ N, 3° 03′ 24″ E / 42.03194444°N,3.05666667°E ca:Ctra. GI-643, km 5,5 33 msnm |           | Sant Iscle d'Empordà | Modifica les dades a Wikidata |
|        | Serra de Daró        | Serra de Daró | entitat singular de població ens local històric de Catalunya capital municipal | 186 hab | 42° 01′ 44″ N, 3° 04′ 20″ E / 42.02877°N,3.07222°E 14 msnm                               |           |                      | Modifica les dades a Wikidata |

## església
| imatge | Nom                          | Ubicat a      | instància de | Detalls               | coordenades                                       | Protecció                                  | Commons (més fotos)                     | Dades a WD                    |
| ------ | ---------------------------- | ------------- | ------------ | --------------------- | ------------------------------------------------- | ------------------------------------------ | --------------------------------------- | ----------------------------- |
|        | Sant Iscle i Santa Victòria  | Serra de Daró | església     |                       | 42° 01′ 56″ N, 3° 03′ 25″ E / 42.0322°N,3.05699°E | bé integrant del patrimoni cultural català | Església de Sant Iscle i Santa Victòria | Modifica les dades a Wikidata |
|        | Santa Maria de Serra de Daró | Serra de Daró | església     | Estil: neoclassicisme | 42° 01′ 43″ N, 3° 04′ 20″ E / 42.0286°N,3.07231°E | bé integrant del patrimoni cultural català | Santa Maria de Serra de Daró            | Modifica les dades a Wikidata |

## granja
| imatge | Nom               | Ubicat a      | instància de | Detalls | coordenades                                                         | Protecció | Commons (més fotos) | Dades a WD                    |
| ------ | ----------------- | ------------- | ------------ | ------- | ------------------------------------------------------------------- | --------- | ------------------- | ----------------------------- |
|        | Can Tusquets      | Serra de Daró | granja       |         | 42° 00′ 49″ N, 3° 04′ 37″ E / 42.0135452191692°N,3.07694439042353°E |           |                     | Modifica les dades a Wikidata |
|        | Granja d'en Pujol | Serra de Daró | granja       |         | 42° 01′ 46″ N, 3° 04′ 33″ E / 42.0294245763113°N,3.07594879270912°E |           |                     | Modifica les dades a Wikidata |

## masia
| imatge | Nom                   | Ubicat a      | instància de     | Detalls                     | coordenades                                                                                            | Protecció                                            | Commons (més fotos)            | Dades a WD                    |
| ------ | --------------------- | ------------- | ---------------- | --------------------------- | --- | ---------------------------------------------------- | ------------------------------ | ----------------------------- |
|        | Ca n'Emili Cruset     | Serra de Daró | masia            |                             | 42° 01′ 43″ N, 3° 04′ 05″ E / 42.0287179949864°N,3.06807168922325°E                                    |                                                      |                                | Modifica les dades a Wikidata |
|        | Can Fonso Marçal      | Serra de Daró | masia            |                             | 42° 01′ 34″ N, 3° 03′ 54″ E / 42.0262249402704°N,3.06500078959401°E                                    |                                                      |                                | Modifica les dades a Wikidata |
|        | Can Jeroni            | Serra de Daró | masia            |                             | 42° 01′ 40″ N, 3° 03′ 53″ E / 42.0277832900832°N,3.06463997764653°E                                    |                                                      |                                | Modifica les dades a Wikidata |
|        | Can Lluís Pasqual     | Serra de Daró | masia            |                             | 42° 01′ 43″ N, 3° 04′ 02″ E / 42.0287364570308°N,3.06731065879501°E                                    |                                                      |                                | Modifica les dades a Wikidata |
|        | Can Pi                | Serra de Daró | masia            |                             | 42° 01′ 50″ N, 3° 04′ 26″ E / 42.0306868425838°N,3.07389660522435°E                                    |                                                      |                                | Modifica les dades a Wikidata |
|        | Can Pou               | Serra de Daró | masia            |                             | 42° 01′ 05″ N, 3° 04′ 38″ E / 42.0179672740364°N,3.07725167386284°E                                    |                                                      |                                | Modifica les dades a Wikidata |
|        | Can Puig              | Serra de Daró | masia            |                             | 42° 01′ 52″ N, 3° 04′ 46″ E / 42.0311874671971°N,3.07950259485242°E                                    |                                                      |                                | Modifica les dades a Wikidata |
|        | Can Saló              | Serra de Daró | masia            |                             | 42° 01′ 37″ N, 3° 04′ 07″ E / 42.0269434037686°N,3.0685529889183°E                                     |                                                      |                                | Modifica les dades a Wikidata |
|        | Mas Cebrià            | Serra de Daró | masia            | 17th century                | 42° 02′ 26″ N, 3° 03′ 09″ E / 42.0406°N,3.05252°E ca:Al nord del nucli de Sant Iscle d'Empordà 14 msnm | bé integrant del patrimoni cultural català           | Mas Cebrià                     | Modifica les dades a Wikidata |
|        | Mas Marçal            | Serra de Daró | masia            |                             | 42° 01′ 09″ N, 3° 04′ 01″ E / 42.0190455063634°N,3.06699847985124°E                                    |                                                      |                                | Modifica les dades a Wikidata |
|        | Mas Serrallers        | Serra de Daró | masia casa forta | 16th century                | 42° 01′ 43″ N, 3° 04′ 21″ E / 42.0285°N,3.07249°E ca:Plaça del Senyor, Serra de Daró 13 msnm           | bé d'interès cultural bé cultural d'interès nacional | Mas Serrallers (Serra de Daró) | Modifica les dades a Wikidata |
|        | Mas d'en Berto Marçal | Serra de Daró | masia            |                             | 42° 01′ 29″ N, 3° 04′ 05″ E / 42.0245840425441°N,3.06792232684464°E                                    |                                                      |                                | Modifica les dades a Wikidata |
|        | Mas d'en Casadellà    | Serra de Daró | masia            |                             | 42° 01′ 29″ N, 3° 03′ 57″ E / 42.024612300731°N,3.06579638604247°E                                     |                                                      |                                | Modifica les dades a Wikidata |
|        | mas Cunyà             | Serra de Daró | masia            | Estil: arquitectura popular | 42° 01′ 27″ N, 3° 03′ 57″ E / 42.024122°N,3.065769°E ca:Al pla de Cunyà, Serra de Daró 16 msnm         | bé d'interès cultural bé cultural d'interès nacional |                                | Modifica les dades a Wikidata |

## molí d'aigua
| imatge | Nom              | Ubicat a      | instància de | Detalls | coordenades                                                         | Protecció | Commons (més fotos) | Dades a WD                    |
| ------ | ---------------- | ------------- | ------------ | ------- | ------------------------------------------------------------------- | --------- | ------------------- | ----------------------------- |
|        | Molí d'en Bou    | Serra de Daró | molí d'aigua |         | 42° 00′ 53″ N, 3° 03′ 47″ E / 42.0148597244192°N,3.06292395746696°E |           |                     | Modifica les dades a Wikidata |
|        | Molí d'en Robert | Serra de Daró | molí d'aigua |         | 42° 01′ 52″ N, 3° 04′ 43″ E / 42.0310258728396°N,3.07874131607421°E |           |                     | Modifica les dades a Wikidata |
|        | Molí de Serra    | Serra de Daró | molí d'aigua |         | 42° 01′ 48″ N, 3° 04′ 11″ E / 42.0299148226134°N,3.06982462175725°E |           |                     | Modifica les dades a Wikidata |

## pont
| imatge | Nom                     | Ubicat a                  | instància de | Detalls                    | coordenades                                                                                          | Protecció                                  | Commons (més fotos)                     | Dades a WD                    |
| ------ | ----------------------- | ------------------------- | ------------ | -------------------------- | --- | ------------------------------------------ | --------------------------------------- | ----------------------------- |
|        | els Dos Ponts           | Serra de Daró             | pont         |                            | 42° 01′ 53″ N, 3° 04′ 23″ E / 42.0314620216169°N,3.07294312962647°E                                  |                                            |                                         | Modifica les dades a Wikidata |
|        | pont romà de la Roqueta | Fontanilles Serra de Daró | pont         | Estil: arquitectura romana | 42° 01′ 26″ N, 3° 04′ 42″ E / 42.0238°N,3.0783°E ca:A l'antic camí romà d'Ullastret a Llabià 12 msnm | bé integrant del patrimoni cultural català | Pont romà (Fontanilles i Serra de Daró) | Modifica les dades a Wikidata |

## Misc
| imatge | Nom                                | Ubicat a      | instància de      | Detalls                       | coordenades                                                                                   | Protecció                                            | Commons (més fotos)           | Dades a WD                    |
| ------ | ---------------------------------- | ------------- | ----------------- | ----------------------------- | --------------------------------------------------------------------------------------------- | ---------------------------------------------------- | ----------------------------- | ----------------------------- |
|        | Casa rectoral                      | Serra de Daró | rectoria          | Estil: arquitectura eclèctica | 42° 01′ 43″ N, 3° 04′ 19″ E / 42.028533°N,3.071968°E ca:Carrer de l'Església, 4               | bé integrant del patrimoni cultural català           | Casa rectoral (Serra de Daró) | Modifica les dades a Wikidata |
|        | Pla de Cunyà                       | Serra de Daró | nucli de població |                               | 42° 01′ 31″ N, 3° 03′ 55″ E / 42.025400228052°N,3.0653100723519°E                             |                                                      |                               | Modifica les dades a Wikidata |
|        | Santa Coloma de Matella            | Serra de Daró | monestir església |                               | 42° 02′ 25″ N, 3° 03′ 09″ E / 42.0403684°N,3.0523711°E                                        |                                                      |                               | Modifica les dades a Wikidata |
|        | casa consistorial de Serra de Daró | Serra de Daró | casa consistorial |                               | 42° 01′ 40″ N, 3° 04′ 22″ E / 42.0276522°N,3.0728871°E                                        |                                                      |                               | Modifica les dades a Wikidata |
|        | castell de Sant Iscle              | Serra de Daró | castell           | 13rd century                  | 42° 01′ 53″ N, 3° 03′ 23″ E / 42.0315°N,3.05628°E ca:Al nucli de Sant Iscle d'Empordà 33 msnm | bé d'interès cultural bé cultural d'interès nacional | Castell de Sant Iscle         | Modifica les dades a Wikidata |
|        | font de la Roqueta                 | Serra de Daró | font              |                               | 42° 01′ 26″ N, 3° 04′ 42″ E / 42.0238568627291°N,3.07835801349622°E                           |                                                      |                               | Modifica les dades a Wikidata |